# Р-7
Р-7 (на руски също Семёрка – буквално седмѝца) е първата междуконтинентална балистична ракета в света. На запад е известна под натовското означение SS-6 Sapwood, а в номенклатурата на ГРАУ – 8K71.
Р-7 е съветска двустепенна ракета с дължина на полета 8000 km, способна да носи 3000 kg полезен товар. Дължината на самата ракета е 33 m, диаметър 2,95 m, тегло 278 t. Първата ѝ степен е снабдена с четири двигателя РД-107, а втората степен – с един двигател РД-108. Няколко стартови комплекса на Байконур и 4 стартови площадки на космодрума Плесецк. Снета е от въоръжение през 1968 г.
Ракетата има множество недостатъци. Огромният полезен товар, предназначен да пренася ранните термоядрени бойни глави, става излишен след разработването на по-леки и малки водородни бомби. Подготовката за изстрелване трае повече от 20 часа, а самата ракета не може да бъде заредена с гориво повече от един ден, заради спецификата на криогенното ѝ гориво. Затова Р-7 е изместена от военна употреба към космически изследвания.
На 4 октомври 1957 година, носен от специално модифицирана ракета Р-7, е изстрелян първият изкуствен спътник „Спътник-1“. С това се бележи първата стъпка на човечеството в космоса.
Създадена е като междуконтинентална балистична ракета от конструкторското бюро на Корольов. Поради техническите си характеристики, без аналог в света при създаването ѝ, и относително сигурната ѝ употреба, Р-7 е използвана като основна ракета носител на СССР в началото на Космическата надпревара със САЩ. Р-7 е използвана при изстрелването на първия апарат към Луната, както и за извеждането на Юрий Гагарин в орбита.
В днешно време се експлоатират следните варианти на ракетата:
- Союз-У;
- Союз-ФГ;
- Союз-2;
- Молния-М – последният и старт е на 30 септември 2010 г. и нейната експлоатация е приключена;

## Оператори
СССР – Стратегическите ракетни войски на СССР са единственият оператор на Р-7.

## Списък на вариантите наракетите носителиот семейството и техните основни разлики
| Ракета носител | код (индекс по ГРАУ) | първа степен       | втора степен | трета степен | четвърта степен | двигател 1-ва степен | двигател 2-ра степен | двигател 3-та степен | двигател 4-та степен | Система на управление                 | дължина | диаметър | маса   |
| -------------- | -------------------- | ------------------ | ------------ | ------------ | --------------- | -------------------- | -------------------- | -------------------- | -------------------- | ------------------------------------- | ------- | -------- | ------ |
| Спутник        | 8К71ПС               | Блокове Б, В, Г, Д | Блок А       | -            | -               | РД-107               | РД-108               | -                    | -                    | една, аналогова                       | 29167   | 10300    | 267000 |
| Спутник-3      | 8А91                 | Блокове Б, В, Г, Д | Блок А       | -            | -               | РД-107               | РД-108               | -                    | -                    | една, аналогова                       | 31000   | 10300    | 269300 |
| Полет          | 11К59                | Блокове Б, В, Г, Д | Блок А       | -            | -               | РД-107               | РД-108               | -                    | -                    | една, аналогова                       | 30000   | 10300    | 277000 |
| Луна           | 8К72                 | Блокове Б, В, Г, Д | Блок А       | Блок Е       | -               | РД-107               | РД-108               | РД-0105              | -                    | аналогови: една за А-Д, втора за Е    | 33500   | 10300    | 279000 |
| Восток         | 8К72К                | Блокове Б, В, Г, Д | Блок А       | Блок Е       | -               | РД-107               | РД-108               | РД-0109              | -                    | аналогови: една за А-Д, втора за Е    | 38246   | 10300    | 287000 |
| Восток-2       | 8А92                 | Блокове Б, В, Г, Д | Блок А       | Блок Е       | -               | РД-107               | РД-108               | РД-0109              | -                    | аналогови: една за А-Д, втора за Е    | 38246   | 10300    | 287000 |
| Восток-2М      | 8А92М                | Блокове Б, В, Г, Д | Блок А       | Блок Е       | -               | РД-107               | РД-108               | РД-0109              | -                    | аналогови: една за А-Д, втора за Е    | 38246   | 10300    | 287000 |
| Восход         | 11К57                | Блокове Б, В, Г, Д | Блок А       | Блок И       | -               | РД-107               | РД-108               | РД-0108              | -                    | аналогови: една за А-Д, втора за И    | 44628   | 10300    | 298400 |
| Молния         | 8К78                 | Блокове Б, В, Г, Д | Блок А       | Блок И       | Блок Л          | РД-107ММ             | РД-108ММ             | РД-0107              | C1-5400              | аналогови: една за А-Д, втора за И,Л  | 43440   | 10300    | 305000 |
| Молния-М       | 8К78М                | Блокове Б, В, Г, Д | Блок А       | Блок И       | Блок Л          | РД-107ММ             | РД-108ММ             | РД-0110              | C1-5400              | аналогови: една за А-Д, втора за И, Л | 43440   | 10300    | 305000 |
| Союз           | 11А511               | Блокове Б, В, Г, Д | Блок А       | Блок И       | -               | РД-107               | РД-108               | РД-0110              | -                    | аналогови: една за А-Д, втора за И    | 50670   | 10300    | 308000 |
| Союз-Л         | 11А511Л              | Блокове Б, В, Г, Д | Блок А       | Блок И       | -               | РД-107               | РД-108               | РД-0110              | -                    | аналогови: една за А-Д, втора за И    | 44000   | 10300    | 305000 |
| Союз-М         | 11А511М              | Блокове Б, В, Г, Д | Блок А       | Блок И       | -               | РД-107               | РД-108               | РД-0110              | -                    | аналогови: една за А-Д, втора за И    | 50670   | 10300    | 310000 |
| Союз-У         | 11А511У              | Блокове Б, В, Г, Д | Блок А       | Блок И       | -               | РД-117               | РД-118               | РД-0110              | -                    | аналогови: една за А-Д, втора за И    | 51100   | 10300    | 313000 |
| Союз-У2        | 11А511У2             | Блокове Б, В, Г, Д | Блок А       | Блок И       | -               | РД-117               | РД-118               | РД-0110              | -                    | аналогови: една за А-Д, втора за И    | 51100   | 10300    | 313000 |
| Союз-ФГ        | 11А511ФГ             | Блокове Б, В, Г, Д | Блок А       | Блок И       | -               | РД-107А              | РД-108А              | РД-0110              | -                    | аналогови: една за А-Д, втора за И    | 49476   | 10300    | 305000 |
| Союз-2.1а      | 14А14                | Блокове Б, В, Г, Д | Блок А       | Блок И       | -               | РД-107А              | РД-108А              | РД-0110              | -                    | една, цифрова                         | 49476   | 10300    | 305000 |
| Союз-2.1б      | 14А14                | Блокове Б, В, Г, Д | Блок А       | Блок И       | -               | РД-107А              | РД-108А              | РД-0124              | -                    | една, цифрова                         | 49476   | 10300    | 311000 |
| Союз-2.1в      | 14А15                | Блок А             | Блок И       | -            | -               | НК-33 + РД-110Р      | РД-0124              | -                    | -                    | една, цифрова                         | 44000   | 3000     | 158000 |

### Спутник
Всъщност е междуконтиненталната балистична ракета (МБР) Р-7 със свалена бойна глава. Тази ракета извежда в орбита първият изкуствен спътник в света Спутник-1 и първото живо същество кучето Лайка. Вариантът 8А91 се различава от базовия 8К71ПС по двигателите, които са с увеличен специфичен импулс, използвана е за извеждането на Обект Д. Този вариант е база за тристепенен версия на ракетата.

### Луна
Отличава се от Спутник по добавената трета степен – блок Е. Тази ракета извежда Луна 1 – първият изкуствен спътник на Слънцето, Луна 2 – първата междупланетна станция, достигнала Луната, Луна 3 – първата междупланетна станция, направила първите снимки на обратната страна на Луната.
Известана още като „Восток-Л“.

### Восток
Отличава се от ракетата Луна по модернизираните двигателем трета степен на двигателя (РД-0109 вместо РД-0105). Тази ракета извежда в орбита първият космически кораб Восток-1 с Юрий Гагарин на борда.

### Восход
Получена е от ракетата „Молния“ чрез замяната на четвъртата степен за увеличаване на полезния товар. За първи път е използвана за изстрелване на спътници за фоторазузнаване, масата на които надвишавали възможностите на ракетата „Восток“. Позволявала извеждане на пилотирани кораби с екипаж от 2 – 3 души.

### Молния
Четиристепенна ракета. Различава се с новата трета степен (Блок И), разработени на базата на втората степен на бойните ракети Р-9, и наличието на четвърта степен (Блок Л) и модернизирани двигатели на всички степени. Предназначена е за извеждане на космически апарати на стартови траектории към други планети. Тази ракета е използвана за изстрелване на станциите, осъществили първото меко кацане на Луната и излизане на окололунна орбита, а също и станции, осъществили кацане на Венера. По-късно е използвана за извеждане на високоелиптична орбита на комуникационните спътници от серията Молния.

### Союз
По-нататъшна модернизация на ракетата Восход, различаваща се по по-съвършения двигател на третата степен (РД-0110). Способна е да извежда новите „лунни“ пилотирани космически кораби Союз, имащи възможност да правят маневри и скачване в орбита.

### Союз-У
Модернизация на ракетата „Союз“, отличаваща се с модернизирани двигатели на първата и втората степен. Предназначена е да замени всички останали ракети от семейството „Р-7“, с изключение на ракетата „Молния“, затова получава името Союз-Унифициран.
Ракетата е в експлоатация от 1973 г. и е най-масовата ракета носител в историята на човечеството (към 30.03.2009 г. – 752 старта).

### Союз-У2
Модернизация на ракетата Союз-У, използваща като гориво на централния блок синтетичен керосин (синтин), вместо традиционен авиационен керосин Т1, което позволило да се увеличи масата на полезния товар с около 200 кг. Експлоатацията е прекратена през 1996 г. след спиране производството на синтин.

### Союз-ФГ
Модернизация на ракетата Союз-У, на която са монтирани нови двигатели на първата и втората степен, различаващи се със специални форсиращи глави за подобряване смесообразуване, което дава и названието и (Союз-Форсуночные Головки).

### Союз-2
Модернизация на ракетата Союз-У (може да се погледне и като паралелна модификация на Союз-У).
При разработката и се постига:
- замяна на няколко различни за различните степени, морално остарели системи за управление с една – цифрова, водещо до повишаване точността на извеждане, по-малък разход на гориво и др.
- замяна на остарелия двигател (РД-0110) на третата степен (от 40 години в експлоатация) с икономичния РД-0124, което позволило повишаването (с почти 1 тон) масата на полезния товар.

Ракетата е в пробна експлоатация (заедно с изпитанията).